# USS 아메리카 (LHA-6)
USS 아메리카 (LHA-6)는 아메리카급 강습상륙함의 1번함이다. 2014년 10월 취역했다. 아메리카라는 이름을 사용하는 미국 해군의 4번째 군함이다.

## 역사
아메리카함은 타라와급 강습상륙함인 USS 펠렐리우 (LHA-5)를 교체했다. 마킨 아일랜드함의 설계를 기본으로 하여 만들었으며, 가스터빈 엔진을 사용한다. 많은 해병 헬기, 오스프레이, F-35B 수직이착륙기들을 사용해서 해병원정단(MEB)을 수송한다.
아메리카함은, 이라크의 자유 작전에서의 LHD가 실제 작전한 바와 같이, 유사시 소형 항공모함으로도 임무수행을 할 수 있다.
미국 해군은 노스럽 그러먼의 잉걸스 조선소에 24억달러로 발주했다. 미시시피주 파스카골라의 잉걸스 조선소에서 건조했다.
교체하게 될 타라와급과 같이, 아메리카함도 미해군 원정타격단(ESG: Expeditionary Strike Group)의 함대 기함이 될 것이다.
와스프급 강습상륙함과 설계상의 차이는, 아메리카함은 항공 작전에 주안점을 두었다는 점이다. 상륙정을 위한 요갑판(well deck)을 제거하고 항공기 지원 설비가 탑재될 공간을 확장시켰다.
아메리카함의 임무는 해안에 수송헬기, 오스프리로 해병대를 상륙시키는 것이다. F-35B, 건쉽이 화력지원을 한다.